# Рюкзачний журналіст
Рюкзачний журналіст (англ. backpack — рюкзак і англ. journalist — журналіст) — це крос-медійний журналіст, але специфіка його в тому, що він зазвичай їде в певне місце, можливо, в місце військових дій і звідти пересилає свої матеріали. Рюкзачний журналіст може проникнути в точки, куди не можна пройти великий знімальній групі. В Іраку, наприклад, рюкзачні журналісти працювали в безпосередній близькості від зони військових дій. Дуже часто рюкзачний журналіст робить ексклюзивний контент для сайту: знімає відео, пише статті, готує фотоматеріали і сам все це редагують за допомогою простого у використанні обладнання. Потім рюкзачний журналіст відсилає матеріали до редакції за допомогою широкосмугової передачі даних або використовуючи інші способи передачі інформації: через супутниковий зв'язок або оптоволоконний кабель. У рюкзаку такого журналіста зазвичай є лептоп, професійний диктофон, цифрова камера з запасними батареями, мобільний телефон, зошити і ручки.

## Історія
У Сполучених Штатах Америки рюкзачна журналістики вийшла з Інтернет Відео Новин (VNI), проекту The New York Times у середині 1990-х років. Майкл Розенблюм, колишній телевізійний журналіст, вважав, що навчання друку журналістів та фотографів використовувати невеликі високоякісні цифрові відеокамери, буде стимулювати телевізійні мережі до розширення свого міжнародного інформаційного покриття, оскільки це буде більш економічно ефективним.
Після 11 вересня 2001 р. декілька новинних організацій створили конкретні спеціалізовані вебсайти для обміну інформацією про подій після теракту. Ці сайти розповідали історії про те, що сталося цього дня, ілюструючи слайдами та відеозаписами події 11 вересня, відомостями про Афганістан, Пакистан, історією тероризму та посиланнями на зовнішні ресурси.
Інші новинні організації, такі як Американська телерадіокомпанія (ABC) та Національна телерадіокомпанія (NBC), виступили в конкуренцію з цими сайтами, і, таким чином, рюкзачна журналістика отримала додатковий стимул до саморозвитку.

## Журналісти
Термін «рюкзачний журналіст» іноді використовується як синонім журналістів-одиночок. Прикладом такого рюкзачного журналіста може служити Престон Менденхолл (Preston Mendenhall), міжнародний кореспондент MSNBC.com, який в травні 2001 р, озброївшись диктофоном, цифровою відеокамерою, фотоапаратом, ноутбуком і супутниковим телефоном, відправився до Афганістану. Двотижневе відрядження обійшлася MSNBC.com приблизно в 6000 дол., включаючи послуги місцевого гіда. 6000 доларів, становило тоді приблизно 1/10 вартості звичайної групи журналістів з чотирьох осіб: відеооператора, кореспондента, режисера і звукорежисера.
Серед інших відомих журналістів-універсалів називають Чарлі Мейерсона (Charlie Meyerson), власкора «Чікаготрібьюн. Ком» (chicagotribune.com), Адріана Філіпса (Adrian Phillips) — мультимедійного репортера на TBO.com та ін.
Чарлі Мейєрсон спочатку працював радіожурналістом, перш ніж отримав цю посаду. Ставши власкором «Чікаготрібьюн.ком», він займався оновленням текстових новин на сайті, готував ранкову щоденну розсилку новин поштою, виходив вранці в ефір на радіо, а також проводив тренінги для колег по радіомовленню.
Адріан Філіпс був журналістом друкованих та радіомовних ЗМІ, а також фотожурналістом, перш ніж став працювати в мультимедійному ньюзрумі «Тампа Бей» (Tampa Вау).
У 2005 р журналістами компанії «Ганнет» був створений ще один термін — «мобільні журналісти» (mobile journalists, mojo). Мобільні журналісти — це, як правило, фрілансери. У них, зазвичай, у них немає свого робочого місця в ньюзрумі, і вони готують матеріали поза редакцією. Специфіка мобільних журналістів в тому, що за допомогою сучасних смартфонів вони можуть скомпонувати мультимедійний матеріал в польових умовах, доповнити фотографіями, аудіоматеріалами і завантажити на сайт.
Практично всі рюкзачні, мультимедійні (або крос-медійні, універсальні), мобільні журналісти раніше мали досвід роботи в різних ЗМІ.